# Мануел Бенту
Мануел Бенту (порт. Manuel Bento, 25 червня 1948, Голеган — 1 березня 2007, Баррейру) — португальський футболіст, що грав на позиції воротаря.
Виступав, зокрема, за клуб «Бенфіка», з яким десять разів чемпіоном Португалії, а також національну збірну Португалії, у складі якої брав участь у Євро-1984 та ЧС-1986.

## Клубна кар'єра
У дорослому футболі дебютував 1969 року виступами за команду клубу «Баррейренсі», в якій провів три сезони, взявши участь у 82 матчах чемпіонату. 
1972 року перейшов до клубу «Бенфіка», за який відіграв 20 сезонів.  Більшість часу, проведеного у складі «Бенфіки», був основним голкіпером команди. За цей час десять разів виборював титул чемпіона Португалії. 1977 року отримав титул Найкращого футболіста Португалії. З 1986 року віковий гравець практично перестав виходити на поле, проте офіційно завершив професійну кар'єру футболіста у «Бенфіці» 1992 року, у 43-річному віці.
Помер 1 березня 2007 року на 59-му році життя у місті Баррейру.

## Виступи за збірну
1976 року дебютував в офіційних матчах у складі національної збірної Португалії. Протягом кар'єри у національній команді, яка тривала 11 років, провів у формі головної команди країни 63 матчі.
У складі збірної був учасником чемпіонату Європи 1984 року у Франції, на якому був основним голкіпером команди, яка дійшла до півфіналу, де лише в додатковий час поступилася господарям турніру і майбутнім його переможцям, збірній Франції. 
За два роки був учасником чемпіонату світу 1986 у Мексиці, де захищав ворота португальців у першій грі групового етапу проти англійців, в якій відстояв «на нуль» і дозволив своїй команді здобути мінімальну перемогу 1:0. Проте після стартової гри серйозно пошкодив на тренуванні гомілку, і на решту ігор групового турніру Бенту у воротах збірної змінив Вітор Дамаш. Ці ігри були програні, і Португалія не змогла пробитися до плей-оф змагання.

## Титули і досягнення

### Командні
- Чемпіон Португалії (10):

«Бенфіка»: 1972-1973, 1974-1975, 1975-1976, 1976-1977, 1980-1981, 1982-1983, 1983-1984, 1986-1987, 1988-1989, 1990-1991
- Володар Кубка Португалії (6):

«Бенфіка»: 1979-1980, 1980-1981, 1982-1983, 1984-1985, 1985-1986, 1986-1987
- Володар Суперкубка Португалії (3):

«Бенфіка»:  1980, 1985, 1989

### Особисті
- Футболіст року в Португалії: 1977